# 天治
天治（1124年5月18日~1126年2月15日）是日本的年號之一。使用這個年號的天皇是崇德天皇，由白河上皇實施院政。

## 改元
- 保安五年四月三日（1124年5月18日）改元天治。
- 天治三年一月二十二日（1126年2月15日）改元大治。

## 出處
出自《易經》中「帝者德配天地、天子者繼天治物。」

## 紀年、西曆、干支對照表
| 天治 | 元年   | 二年   | 三年   |
| 公元 | 1124年 | 1125年 | 1126年 |
| 干支 | 甲辰   | 乙巳   | 丙午   |